# Ain't That Loving You Baby
"Ain't That Loving You Baby" ("¿No es eso amarte, nena?") es una canción del género rock and roll con matices de swing grabada y popularizada por Elvis Presley. Fue compuesta por la dupla Clyde Otis y Ivory Joe Hunter. RCA editó el tema como lado B de un sencillo con Ask Me en su lado A  el cual alcanzó suficientes ventas como para ser certificado con un disco de oro de la RIAA. A su vez la canción conquistó los primeros puestos de varias listas en diferentes países. 

## Grabación y ediciones
Elvis grabó "Ain't That Loving You Baby" durante la sesión del 10 de junio de 1958, en el mítico estudio B de la RCA en Nashville, Tennessee. En dichas sesiones Elvis grabaría unos cinco temas pero en el caso de "Ain't That Loving You Baby" vería la luz en el mercado varios años después, en su edición como disco simple el 22 de septiembre de 1964. 
El tema dispone de un ritmo de batería netamente orientado en el swing con introducción y cortes a base de platillos, con dos solos de guitarra de Hank Garland y coros con cierta influencia hillbilly.
Elvis escogió la cuarta toma como la de mejor calidad para comenzar la edición. 

## Músicos de la sesión
- Elvis Presley - voz
- Hank Garland - guitarra
- Bob Moore - bajo
- Floyd Cramer - piano
- D. J. Fontana - batería
- The Jordanaires - coros

## Posicionamiento en las listas
| Listas (1964)      | Posición alcanzada |
| ------------------ | ------------------ |
| Australia          | 1                  |
| Bélgica (Flanders) | 5                  |
| Billboard Hot 100  | 16                 |
| Canadá             | 3                  |
| Canadá (RPM)       | 1                  |
| Noruega            | 4                  |
| UK Singles Chart   | 15                 |

## Ediciones
- Elvis Presley - "Aske Me" / "Ain't That Loving You Baby"  1964 [6]
- Elvis Presley with the Jordanaires  - "Ain't That Loving You Baby - We're Comin' In Loaded [7]
- Elvis' Gold Records Volume 4 1964
- The King of Rock 'n' Roll: The Complete 50's Masters [8]